# 井上信治
井上 信治（いのうえ しんじ、1969年〈昭和44年〉10月7日 - ）は、日本の政治家、建設・国土交通官僚。自由民主党所属の衆議院議員（8期）、自由民主党政務調査会長代理、自由民主党東京都支部連合会長。
国際博覧会担当大臣兼内閣府特命担当大臣 （消費者及び食品安全、クールジャパン戦略、知的財産戦略、科学技術政策、宇宙政策）（菅義偉内閣）、環境副大臣兼内閣府副大臣（第2次安倍内閣・第3次安倍第1次改造内閣）、衆議院内閣委員長、自由民主党幹事長代理、同選挙対策委員長代理、同副幹事長、同団体総局長、同国会対策副委員長、同行政改革推進本部事務局長、同総務副会長、同総務部会長、同内閣部会長、同青年局長を歴任した。

## 来歴
東京都千代田区出身。実家は御茶ノ水の眼科医院。義父は日本カバヤ・オハヨーホールディングス前会長の野津喬。
学習院初等科、開成中学校・高等学校を経て東京大学文科一類に入学。専門課程で同大学法学部に進学し、主に政治学や行政学を学ぶ。1994年3月、東大法学部を卒業。同年4月に建設省へ入省し、河川局に配属された。建設省在職中ケンブリッジ大学大学院に留学し、修士号を取得。2003年、国土交通省住宅局建築指導課課長補佐を最後に国土交通省を退官した。
同年の第43回衆議院議員総選挙で自由民主党公認で東京25区から立候補して初当選する。
2005年の第44回衆議院議員総選挙で再選。同年、石川要三の所属していた河野グループ（大勇会）に入会した。2007年、当時最年少で自由民主党青年局長に就任。
2009年の第45回衆議院議員総選挙で国民新党の真砂太郎を破り3選。
2012年12月の第46回衆議院議員総選挙で、民主党の竹田光明を破り、4選。選挙後に発足した第2次安倍内閣で環境副大臣と内閣府副大臣（原子力防災担当）に任命された。
2014年12月の第47回衆議院議員総選挙で、民主党の山下容子を破り、5選。
2015年10月、第3次安倍第1次改造内閣にて環境副大臣と内閣府副大臣に再就任。
2017年10月の第48回衆議院議員総選挙の東京25区は井上のほか、立憲民主党の山下容子、比例近畿ブロックから国替えした希望の党の小沢鋭仁、日本共産党の新人ら計4名が立候補した。井上は山下の票数である44,884票の3倍近くの票数（112,014票）を獲得し6選。
2019年9月11日、自由民主党副幹事長、選挙対策委員長代理に就任。
2020年9月の自由民主党総裁選挙では同じ麻生派で気脈を通じる防衛大臣の河野太郎の擁立を検討した。

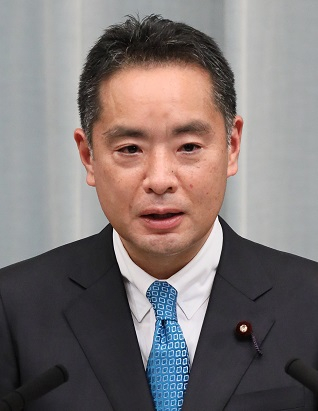
入閣時の記者会見にて

同年9月16日、菅義偉内閣で国際博覧会担当大臣、内閣府特命担当大臣（消費者及び食品安全、クールジャパン戦略、知的財産戦略、科学技術政策、宇宙政策）として初入閣した。
2021年9月の自民党総裁選挙では、河野太郎を擁立し、選挙対策本部の事務局長に就いた。
2021年10月31日、第49回衆議院議員総選挙で7選。
2022年8月31日、自由民主党幹事長代理に就任。
2024年8月5日、自由民主党東京都支部連合会長に就任。
同年9月27日に行われた自民党総裁選挙において、同じ麻生派の河野太郎の推薦人に名を連ねた。
2024年10月27日、第50回衆議院議員総選挙で8選。

## 人物

### 統一教会との関係
- 2019年3月19日、井上が代表を務める「信政会」は、世界平和統一家庭連合（旧統一教会）の関連団体「世界平和女性連合」に会費として15,000円を支出した[19][20]。
- 2020年10月13日、統一教会の機関誌である世界日報社のインタビューに応じた[21]。

## 政策・主張

### 大阪・関西万博
2020年9月、菅内閣で初代の国際博覧会担当大臣に就任。就任後記者会見では「世界に向けて日本の魅力を発信する絶好の機会。関西はもちろん、日本の成長につなげていきたい」と述べ、早期に大阪を訪れて吉村洋文府知事らと会談する意向を表明した。吉村知事も定例記者会見で「井上さんは現在の閣僚の中で2番目に若い。新しい万博を引っ張ってもらいたい」「大阪・関西色がなくて、いいんじゃないですか。日本万博なんで」と起用を歓迎したほか、松本正義関西経済連合会会長も「誘致時から中央がリーダーシップを取る必要性を強調していた」「海外の経験もあり適任だと思う」と評価した。
衆議院本会議で隣に座る高鳥修一衆議院議員に新型コロナウイルス感染が確認されたため一旦延期となったものの、9月27日には就任後初の大阪訪問が実現。開催地の人工島・夢洲を視察したほか、吉村知事、松井一郎大阪市長と会談し、インフラ整備や規制緩和などについて意見交換した。吉村知事がさまざまな規制緩和を要求したのに対し、「法律改正が必要なものは対応しないといけない。アイデアを早めに教えていただければなるべく実現する方向で努力する」と応じた。数日後には、「空飛ぶクルマ」の運行等の規制緩和を検討する意向を改めて表明している。
10月10日、1970年大阪万博の50周年記念式典に出席した際、松井市長がコブクロにテーマソング作成を提案したことを受け、コブクロを「有力な候補だ」とした。
12月1日、万博を監督・調整する「博覧会国際事務局」（BIE）のオンライン総会に出席し、大阪・関西万博の登録申請の承認を受けた。その際、「我々はポスト・コロナの先を見据え、次の世代のための強靭で持続可能な社会を思い描かなければならない。大阪・関西万博の今日的妥当性が一層高まっている」とスピーチし、「招請活動は新型コロナの制約があり厳しい状況だが、日本国中を挙げて絶対に成功させないといけない」と決意を表明した。
12月11日には会場建設費が人件費や建築資材費の高騰、会場デザインの変更などにより当初の1250億円から5割増加し、最大1850億円に上ると発表。国、大阪府・市、経済界にそれぞれ200億円の追加負担を求めることとなった。同日中に大阪市役所を訪れた井上は松井市長や吉村知事と面会し、「可能な限り経費は削減する」と強調した上で、「万博成功に向けてぜひご理解をいただきたい」と頭を下げた。吉村知事は「府民や議会にも説明して理解を得られるようにしていきたい」、松井市長は「万博を成功させて、経済をV字回復するための投資だ」と応じたほか、経済界も努力する姿勢を示した。
12月25日、会場設計や運営計画などをまとめた「基本計画」の公表に際し、「日本が持てるものを全て注ぎ込み、世界中の人々や子供たちに夢や希望を与える万博をつくりたい」「オールジャパン体制で大阪・関西万博の成功に導く」「万博の準備がさらに加速されることを期待する」と述べた。
2021年3月1日の関係府省庁連絡会議では、「空飛ぶクルマ」について、規制改革や予算措置の検討を進めるよう各府省庁に要請した。
2021年3月5日の産経新聞インタビューでは、「新型コロナ禍で人々の気持ちがすさみがちな時に、希望の持てる夢ある万博（の準備）を進めることは国民にとっていいことだ。『いのち』がテーマだが、感染症対策も含めライフサイエンス（生命科学）への国民の関心が高まっていて、非常に良いタイミングといえる」「万博開幕の年はSDGs（持続可能な開発目標）達成年である2030（令和12）年まで5年となる節目だ。パビリオンの出展者には、SDGsの17の目標から1つ選び展示に盛り込んでほしい」と語った。規制改革についても「『空飛ぶクルマ』のように世の中にないものを始めると法整備などが課題となる。規制緩和や予算措置について関係府省庁と協議して進めたい」とした上で、「前例踏襲、省庁の縦割りでなく、失敗を恐れずに新しいことに挑戦する。そのために国民の理解が重要だ。国民の期待があれば万博は必ず成功する。私自身が広告塔として先頭に立ち、半世紀たっても国民が素晴らしかったと思える万博にできれば」と意気込みを述べた。

### 科学技術政策等
科学技術政策担当大臣就任後の毎日新聞の取材では、科学技術政策について、「20年、30年先をにらみ、若手の研究者を応援することが非常に重要だ」「今しっかりやらないと、将来の科学技術力が下がってしまう」「国費の投資運用によって大学の研究を支援する10兆円規模のファンドを創設する」と所信を述べた。
2020年10月14日、宇宙政策担当大臣として、米欧など8か国で月や火星などの宇宙探査や宇宙利用に関する基本原則を定めた「アルテミス合意」に署名し、「将来の国際ルール作りの大きな指針になると期待している」と語った。
2020年12月、JAXAの探査機「はやぶさ2」が持ち帰った小惑星「りゅうぐう」の試料について、津田雄一計画責任者から報告を受けた。
2020年12月4日、大学教員らが「研究に集中できる環境整備を進める」として、政府が出している研究費の申請手続きを一本化し、手続きを簡略化することを決めた。
2021年1月、2021年度から5年間の科学技術・イノベーション政策の方針を示す「第6期科学技術・イノベーション基本計画」の素案をまとめ、デジタルトランスフォーメーションや脱炭素社会の実現に向け、政府の研究開発投資の目標を過去最大の30兆円とした。「諸外国とのし烈な競争を勝ち抜くため、見劣りしない規模の目標を設定した」「ポストコロナ時代を見据えた各国の追加投資を勘案した」としている。
2021年通常国会において、担当大臣として、「原子力発電施設等立地地域の振興に関する特別措置法」（原発立地特措法）を10年間延長する改正法を成立させた。
2021年3月には日本経済新聞のインタビューで、「欧米と比べて日本の大学の財政力は非常に脆弱だ」「将来は大学自身が自立し、自らの資金を確保できるようにしたい」として、国立大の収益力を高めるための法整備を進める考えを示した。国立大が資産運用子会社を設置できるようにするなどし、運用益を優秀な人材の確保に充てる方向性を示したほか、10兆円規模の大学ファンドの活用についても、資産運用会社などの態勢を整えた国立大に優先的に配分する考えを示唆し、「大学改革をやってもらわないとファンドの使途としてふさわしくない」とした。
中国が研究者など海外高度人材の招へいプログラムである「千人計画」を進める中、2021年4月27日の統合イノベーション戦略推進会議において、大学からの技術流出対策の強化を決定した。「外国からの不当な要求や技術流出などの懸念を払拭し、経済安全保障も確保する必要がある」としている。
2021年6月1日、新型コロナウイルスワクチンの開発で米英などに遅れた反省を踏まえ、国産ワクチンの開発・生産体制強化の新戦略を閣議決定した。健康・医療戦略担当大臣として「今回こそやらなければいけないという思いだ」と述べている。
2021年7月、米主催のイベントにおいて、「クアッド」を構成する日米豪印の科学技術担当大臣らと共に議論を行い、中国も念頭に「基本的価値を共有する4ヵ国が協力を進めることが重要」と訴えた。
2021年9月、「光触媒」の世界的権威である藤嶋昭元東京理科大学学長が中国の上海理工大学で研究を行うことが発表されると、「非常に大きな危機感を感じている」と懸念を示した。

### 消費者及び食品安全
2020年12月9日、公正取引委員会と消費者庁を所管する大臣として、武田良太総務大臣とともに「携帯電話料金の低廉化に向けた二大臣会合」を開催した。同会合において、同一の携帯電話事業者内での乗り換え手数料の撤廃や引き下げを検討する方針を示すと、KDDIとソフトバンクは同日中に乗り換え手数料を順次撤廃する方針を発表した。また、料金プランの広告表示について総点検することなどを表明。「特に新たに提供されるプランの状況を注視し、指導や要請も行う」と語った。2021年5月25日には、NTTドコモ、KDDI、ソフトバンクの携帯大手三社に対し、景品表示法違反のおそれがあるとして消費者庁として行政指導した旨を発表。「携帯電話料金の低廉化に向けた環境整備を図るため、総務省とも連携し、引き続き取り組みを進めて行く」と述べた。
新型コロナウイルス禍に乗じた悪質商法やインターネット通販トラブルが世界各国で増えているとして、2021年1月23日、経済協力開発機構（OECD）の消費者政策委員会が被害防止策を研究する国際プロジェクトを始動し、日本が主導すると発表した。ほか、新型コロナウイルスの予防効果をうたうサプリメントや除菌スプレー、建材などのインターネット広告に注意を呼びかける、ワクチン接種の予約代行に関する注意を呼び掛けるなど、コロナ禍における消費者被害の防止に努めた。
全国の消費生活センターの相談員に対し、相談者らからの嫌がらせ電話や暴力が多発している問題について、「相談機能を下げる非常に深刻な問題で、相談員が一人で抱え込むべきではない」として、2021年2月、相談員向けの対応マニュアルを作成した。
2021年4月22日、坂本哲志孤独・孤立問題担当大臣とともに、賞味期限の近付いた政府の災害用備蓄食品を生活困窮者らを支援するフードバンク団体に提供する取組みを拡大することを発表した 。「取組みを地方や民間を問わず広げたい」と意欲を示した。
アフィリエイト広告の制作者に不当表示の責任が及ばず、実際とかけ離れた宣伝が横行している現状について、「適正な広告を実現し、消費者被害を防止することが重要」としてアフィリエイト広告の監視強化などについて協議する有識者会議を2021年6月10日に立ち上げた。

### 日本学術会議の改組
2020年10月、菅義偉内閣総理大臣による日本学術会議会員の任命拒否問題が発生すると、科学技術政策担当大臣として日本学術会議の組織の見直しを担当した。10月23日には日本学術会議の梶田隆章会長と面会し、「国の予算を投ずる機関として、発揮すべき役割を適切に果たし、国民に理解される存在であるべきだ」「未来志向で学術会議のあり方をお互いに考えていきたい」と述べた。会談においては、提言機能や情報発信力、会員の選考方法などについて学術会議が自ら検証することを要請し、梶田会長が報告することで合意した。井上自身、11月以降に若手や女性、地方在住など幅広く会員から意見を聞きとるとした。一方、任命を拒否された6人は同日、日本外国特派員協会で意見表明し、「学術への介入で違法だ」などと訴えた。
10月29日、日本学術会議を視察した際には、梶田会長に会議の運営や形態を巡る再検討への協力を要請し、「会員の多様性をより深めるべきだという意見は学術会議も首相も同じだ。改善策を取りたい」と語った。
11月2日の衆議院予算委員会では、大塚拓衆議院議員の質問に対して、学術会議が「既得権益化しているようなことがあれば、検証・見直ししていく」と述べた。
11月17日の参議院内閣委員会では、山谷えり子参議院議員の質問に対して、研究成果が民生と軍事の両面で使われるデュアルユース（軍民両用）について、「時代の変化に合わせて冷静に考えていかなければならない課題だ」と語り、こうした考えを梶田会長にも伝えたことを明らかにした上で、「まずは学術会議自身でどう検討をされるのか、待っている」と述べた。これについて会見では、「見直しを要請したわけではない」「デュアルユースについても冷静に考えなければいけないのではないかという考えを述べた」と明らかにしている。
11月26日、梶田会長との会談では、「学術会議の役割を果たすため、しっかり組織のあり方も見直してもらいたい」と述べ、その選択肢の一つとして、非政府組織や民間団体といった国から独立した機関としてのあり方を検討するよう提案した。一方で、組織の見直しによって国の機関でなくなったとしても、「政府からの予算や人員の支援がまったくない形はふさわしくないのではないか」としている。
12月6日の産経新聞インタビューでは、「『ナショナル・アカデミーとしての権能を維持したい』という方針は私も賛成だ。国としてもアカデミアの中心となる存在は必要だからだ」「日本のアカデミアと政府が対立することは国民のためにも良いことではない。未来志向でしっかりした形を出していくことが大事だ」とした上で、組織について、「ナショナル・アカデミーが有すべき権能を発揮させるためにどういう形態が良いのか検討してほしい。民間か、独立行政法人か、あるいは今のような国の行政機関かという話が先ではなく、まず権能ありきだと思っている」と語った。また、デュアルユースについても、「時代の流れがあって、なかなか（軍事用と民生用の研究を）単純に切り分けるのが難しい状況になっている。そこをどうすべきか、まずは学術会議に考えていただきたい」との考えを示した。
12月11日、自民党のプロジェクトチームから、日本学術会議を政府から独立した法人格へ変更するよう求める提言を受け、16日には梶田会長から、政府からの独立には慎重な姿勢を示す中間報告を手交された。その際には「年内には政府として一定の道筋を示したい」と記者団に語ったが、24日には改めて梶田会長と会談した上、「2ヵ月余りの検討ではどうしても時間が限られていた」として、翌4月以降に最終報告を受けることで合意した。
2021年4月7日、梶田会長から「現行の国の組織というのが最も望ましい」とする組織形態の改革案を受け取り、「国の組織のまま残るのであれば、責任をしっかり果たしてもらいたい」と伝えた。22日には、梶田会長から日本学術会議を現状の体制のまま維持するよう求める最終報告書を受領した。
2021年5月20日、政府の総合科学技術・イノベーション会議の有識者議員懇談会において、日本学術会議のあり方を議論する会合を開始し、「学術会議が国民に期待され、役割を果たしていくための改革議論が深まることを期待している。それらを踏まえ、最終的に政府の方針を責任をもって示す」と述べた。

### 環境行政
環境副大臣在任中の2013年1月、福島第一原発事故に関し不適切除染問題が発覚すると、除染適正化推進本部の本部長に就任。「地元の信頼を裏切ることは決して許されるものではない」と述べた。
2013年2月、福島第一原発事故で発生した指定廃棄物の最終処分場について、民主党政権が地元と事前協議を行わずに候補地を選定し、反発が上がっていたことを受け、「（候補地選定は）ゼロからだ。全ての市町村を選択肢として新たに始める」と表明した。
2013年3月、日本テレビの番組で、福島県内の除染に関し、年間放射線量を1ミリシーベルト以下にする長期目標が住民帰還の障壁や風評被害の原因になりかねないとの懸念が出ていることについて、長期目標とは別に、避難住民の帰還などの目安となる新たな基準を検討する考えを示した。
2013年11月、東京電力による福島第一原発事故の除染費用の支払い遅延問題について、東電副社長からの説明文書の受取りを拒否し、「現行法に対する責任を果たしていないことは到底認められない」と東電の姿勢を強く批判した。
2014年6月、福島第一原発事故に伴う汚染土等の中間貯蔵施設計画をめぐり、石原伸晃環境大臣が「最後は金目でしょ」と発言した際に、「福島の皆様に不快な思いをさせてしまい、心からおわびする」と謝罪した。
2015年5月、自民党東日本大震災復興加速化本部の事務局長として、福島県の避難指示について「早期の解除は、政府として与党として当然」とした。
2015年10月、環境副大臣に再任した際に、自身の再登板について「安倍政権が指定廃棄物問題を重大と考えている表れ」として、福島第一原発事故の指定廃棄物問題に取り組む構えを見せた。
2016年4月、指定廃棄物を最終処分するフクシマエコテッククリーンセンターの国有化の意義について、「国の責任を明確化した」と述べた。
自民党「原子力規制に関する特別委員会」の委員長として2018年に受けた毎日新聞社のインタビューで、原子力の活用について「根本にあるのは『安全第一』という考え方であり、原子力の活用についても安全性の確保が大前提」と述べている。
2020年の読売新聞のインタビューで、原発の安全性について、安全神話を作り上げたことは大いに反省すべきだとし、「科学的、技術的に安全性を追求するとともに、放射能について正しい知識を持ってもらう。大切なのは原子力政策を推進するか否かと、国民世論が二項対立に陥っている今の状況を脱することだ」としている。
2023年5月、環境・温暖化対策調査会長として、生物多様性の保全につながる地域認定制度の法制化を求める提言をまとめ、政府に申し入れた。

### 国土交通行政
自民党中古住宅市場活性化委員長として、空き家の利活用を促す規制緩和等に取り組んでいる。「そもそも住宅の価値が20年でゼロになるという既成の概念を改めなければいけない」「誤解を恐れずに言えば、新築振興とでもいうべき国民の意識、感覚を変えていくことが、最も重要」「（空き家について）高齢化も進みつつあり、これについては緊急に手をうたなければならない」としている。
2017年5月、空き家の所有者情報の開示や媒介費用の適正化などを含む「中間とりまとめ」を発表した。

### その他
- 重い病気の子や家族を支える「こどもホスピス」の整備に向け、「「こどもホスピス」を応援する議員連盟」会長として活動している[96]。
- 2022年11月、奥多摩町を選挙区とする縁から、「ワサビ振興議員連盟」を設立し、生産者の後継者不足や生産量の減少などの対策に取り組んでいる[97]。
- 働く人が出資し、運営にも携わる労働者協同組合（ワーカーズコープ）を支援してきた。2020年12月の「労働者協同組合法」の成立にあたっては、「新たな制度を活用し、地域を自分たちでより良くしていく活動が活発化することを期待する」と述べた[98]。
- 「江戸前鮎を復活させる地域協議会」の座長として、「江戸前アユ」の遡上数増加に取り組んでいる[99]。
- 2010年12月、民主党政権下で閣議決定された中期防衛力整備計画に「（航空自衛隊の）横田基地を新設」などと表記されたことについて、「住民など地元関係者に何の説明もなく手続き的におかしい。横田の機能を強化するのであれば反対だ」と防衛省に抗議した[100]。
- 2011年6月、菅直人首相が東日本大震災の対応に一定のめどが立った段階で退陣すると表明したことに関し、「国民を欺いた壮大な茶番」「対策のめどが立たないからこそ、辞めるべきだと言っているので、筋が違う」「辞めると言っている人が居座ることは、対外的にも信頼されず国益を損なう。国内的にも、安定した政治を先延ばしにした」と批判した[101]。
- 2021年3月に自民党有志が設立した「選択的夫婦別氏制度を早期に実現する議員連盟」に参加し、同連盟の顧問に就任している[102][103]。

- 女性宮家に反対[104]。
- 選択的夫婦別姓制度について、2024年のアンケートで「やや反対」と回答[105]。
- 同性婚を法律に明記することについて、2024年のアンケートで「やや反対」と回答[105]。
- 原発ゼロ政策に反対[104]。
- 企業献金禁止に反対[104]。
- 永住外国人への地方選挙権付与に反対[106]。
- 開成高校の出身で卒業文集に「みんなを喜ばすことができる政治家になりたい」と書いた。岸田文雄がトップで、国会議員や官僚らでつくる高校同窓会「永霞会」の事務局長を務める[14]。

## 批判・不祥事
- 2011年、自らが代表を務める自民党支部に対し370万円を寄付し、同支部から、資金管理団体「信政会」に1,000万円を還流させることにより、所得税約148万円を還付させた。このことは環境副大臣就任後の2013年4月に明らかとされた[107][108]。
- 2005年の第44回衆議院議員総選挙において、井上の支援者が20数人に票のとりまとめ依頼したとして逮捕された[109][110]。

## 選挙歴
| 当落 | 選挙                   | 執行日         | 年齢 | 選挙区   | 政党       | 得票数     | 得票率 | 定数 | 得票順位 /候補者数 | 政党内比例順位 /政党当選者数 |
| ---- | ---------------------- | -------------- | ---- | -------- | ---------- | ---------- | ------ | ---- | ------------------ | ---------------------------- |
| 当   | 第43回衆議院議員総選挙 | 2003年11月09日 | 34   | 東京25区 | 自由民主党 | 8万443票   | 46.28% | 1    | 1/4                | /                            |
| 当   | 第44回衆議院議員総選挙 | 2005年09月11日 | 35   | 東京25区 | 自由民主党 | 11万3800票 | 56.97% | 1    | 1/3                | /                            |
| 当   | 第45回衆議院議員総選挙 | 2009年08月30日 | 39   | 東京25区 | 自由民主党 | 10万6201票 | 52.53% | 1    | 1/5                | /                            |
| 当   | 第46回衆議院議員総選挙 | 2012年12月16日 | 43   | 東京25区 | 自由民主党 | 10万523票  | 54.35% | 1    | 1/5                | /                            |
| 当   | 第47回衆議院議員総選挙 | 2014年12月14日 | 45   | 東京25区 | 自由民主党 | 10万81票   | 61.62% | 1    | 1/3                | /                            |
| 当   | 第48回衆議院議員総選挙 | 2017年10月22日 | 48   | 東京25区 | 自由民主党 | 11万2014票 | 51.81% | 1    | 1/4                | /                            |
| 当   | 第49回衆議院議員総選挙 | 2021年10月31日 | 52   | 東京25区 | 自由民主党 | 13万1430票 | 59.36% | 1    | 1/2                | /                            |
| 当   | 第50回衆議院議員総選挙 | 2024年10月27日 | 55   | 東京25区 | 自由民主党 | 11万488票  | 53.10% | 1    | 1/4                | /                            |

## 所属団体・議員連盟
- ボーイスカウト振興国会議員連盟
- 自民党たばこ議員連盟 [111]
- 日本会議国会議員懇談会[112]
- 神道政治連盟国会議員懇談会[112]
- みんなで靖国神社に参拝する国会議員の会[112]
- 創生「日本」[112]
- 親学推進議員連盟[113]
- 北朝鮮に拉致された日本人を早期に救出するために行動する議員連盟
- 平和を願い真の国益を考え靖国神社参拝を支持する若手国会議員の会
- 日本教職員組合問題究明議員連盟
- 北京オリンピックを支援する議員の会
- 日中友好議員連盟
- 高速道路建設推進議員連盟
- 自民党トラック輸送振興議員連盟
- 選択的夫婦別氏制度を早期に実現する議員連盟（顧問）
- 世界平和女性連合（世界平和統一家庭連合の関連団体）[114]

## 出演

### 新聞
- 学生新聞